# Allan MacEachen
Allan Joseph MacEachen, né le 6 juillet 1921 à Inverness au Canada et mort le 12 septembre 2017, est un homme politique canadien, ministre des Finances du Canada du 3 mars 1980 au 10 septembre 1982. Il est ensuite ministre des Affaires extérieures de 1982 à 1984.